# Charidotella
Genre
Charidotella est un genre d'insectes coléoptères de la famille des Chrysomelidae, originaire du continent américain.

## Liste des sous-genres et espèces
Selon BioLib (8 juillet 2020) :
- sous-genre Charidotella (Chaerocassis) Spaeth in Hincks, 1952
  - Charidotella annexa (Boheman, 1855)
  - Charidotella atromarginata Borowiec, 2009
  - Charidotella emarginata (Boheman, 1855)
  - Charidotella marculenta (Boheman, 1855)
  - Charidotella ormondensis (Blatchley, 1920)
  - Charidotella purpurata (Boheman, 1855)
- sous-genre Charidotella (Charidotella) Weise, 1896
  - Charidotella actiosa (Spaeth, 1926)
  - Charidotella amoenula (Boheman, 1855)
  - Charidotella bifasciata (Linnaeus, 1758)
  - Charidotella bifossulata (Boheman, 1855)
  - Charidotella bifoveata (Spaeth, 1926)
  - Charidotella bisbinotata (Boheman, 1855)
  - Charidotella bordoni Borowiec, 2002
  - Charidotella canchamayana (Spaeth, 1926)
  - Charidotella carnulenta (Erichson, 1847)
  - Charidotella circumnotata (Boheman, 1862)
  - Charidotella conclusa (Boheman, 1855)
  - Charidotella connectens (Boheman, 1855)
  - Charidotella cyclographa (Boheman, 1855)
  - Charidotella discoidalis (Boheman, 1855)
  - Charidotella duplex (Champion, 1894)
  - Charidotella ecuadorica Borowiec, 1989
  - Charidotella egregia (Boheman, 1855)
  - Charidotella ferranti (Spaeth, 1926)
  - Charidotella flaviae Maia & Buzzi, 2005
  - Charidotella fumosa (Boheman, 1855)
  - Charidotella glaucina (Boheman, 1855)
  - Charidotella glaucovittata (Erichson, 1847)
  - Charidotella granaria (Boheman, 1855)
  - Charidotella guadeloupensis (Boheman, 1855)
  - Charidotella hoegbergi (Boheman, 1855)
  - Charidotella immaculata (Olivier, 1790)
  - Charidotella incerta (Boheman, 1855)
  - Charidotella inconstans (Boheman, 1855)
  - Charidotella incorrupta (Boheman, 1855)
  - Charidotella jamaicensis (Blake, 1966)
  - Charidotella kesseli Borowiec, 1989
  - Charidotella latevittata (Boheman, 1855)
  - Charidotella limpida (Boheman, 1855)
  - Charidotella linigera (Boheman, 1862)
  - Charidotella liquida (Erichson, 1847)
  - Charidotella marcidula (Boheman, 1862)
  - Charidotella moraguesi Borowiec, 2007
  - Charidotella morio (Fabricius, 1801)
  - Charidotella myops (Boheman, 1855)
  - Charidotella nigripennis Borowiec, 2009
  - Charidotella oblectabilis (Spaeth, 1926)
  - Charidotella oblita (Suffrian, 1868)
  - Charidotella obnubilata (Weise, 1921)
  - Charidotella pacata Borowiec, 2007
  - Charidotella pallescens (Boheman, 1855)
  - Charidotella pectoralis (Kirsch, 1883)
  - Charidotella pellucida (Boheman, 1855)
  - Charidotella posticata (Boheman, 1855)
  - Charidotella praeusta (Boheman, 1855)
  - Charidotella proxima (Boheman, 1855)
  - Charidotella pudica (Boheman, 1855)
  - Charidotella purpurea (Linnaeus, 1758)
  - Charidotella quadrisignata (Boheman, 1855)
  - Charidotella rasilis (Spaeth, 1926)
  - Charidotella recidiva (Spaeth, 1926)
  - Charidotella semiatrata (Boheman, 1862)
  - Charidotella sexpunctata (Fabricius, 1781)
  - Charidotella sinuata (Champion, 1894)
  - Charidotella steinhauseni Borowiec, 1989
  - Charidotella striatopunctata (Boheman, 1855)
  - Charidotella stulta (Boheman, 1855)
  - Charidotella subannulata (Boheman, 1862)
  - Charidotella submaculata (Boheman, 1855)
  - Charidotella subsignata (Boheman, 1862)
  - Charidotella succinea (Boheman, 1855)
  - Charidotella tuberculata (Fabricius, 1775)
  - Charidotella tumida (Champion, 1894)
  - Charidotella ventricosa (Boheman, 1855)
  - Charidotella vinula (Boheman, 1855)
  - Charidotella virgo (Boheman, 1855)
  - Charidotella virgulata (Boheman, 1855)
  - Charidotella zona (Fabricius, 1801)
- sous-genre Charidotella (Metrionaspis) Spaeth, 1942
  - Charidotella rubicunda (Guérin, 1844)
  - Charidotella santaremi Borowiec, 1995
- sous-genre Charidotella (Philaspis) Spaeth, 1913
  - Charidotella bistillata (Spaeth, 1936)
  - Charidotella bivulnerata (Boheman, 1855)
  - Charidotella goyazensis (Spaeth, 1936)
  - Charidotella inculta (Boheman, 1855)
  - Charidotella marginepunctata Borowiec, 2004
  - Charidotella nigriceps (Spaeth, 1936)
  - Charidotella polita (Klug, 1829)
  - Charidotella seriatopunctata (Spaeth, 1900)
  - Charidotella subnotata (Boheman, 1855)
- sous-genre Charidotella (Xenocassis) Spaeth, 1936
  - Charidotella ambita (Champion, 1894)
  - Charidotella amicula (Spaeth, 1936)
  - Charidotella amoena (Boheman, 1855)
  - Charidotella atalanta (Boheman, 1862)
  - Charidotella cingulata (Boheman, 1862)
  - Charidotella irazuensis (Champion, 1894)
  - Charidotella opulenta (Boheman, 1855)
  - Charidotella peruviana Spaeth, 1942
  - Charidotella puella (Boheman, 1855)
  - Charidotella tricolorata (Champion, 1894)